# Raubling
Raubling este o comună din districtul Rosenheim landul Bavaria, Germania. Este situată în zona prealpină, la sud de orașul reședință de district Rosenheim cu care se învecinează. Alte comune vecine sunt: Rohrdorf, Neubeuern, Brannenburg, Bad Feilnbach, orașul Kolbermoor și peste colț comuna Nußdorf am Inn. Comuna este străbătută de râul Inn.

## Politică
Consiliul comunal este constituit din 24 membrii și din primarul comunei. După alegerile din 2 martie 2008 are următoarea structură:
| Partid                                    | Membrii |
| ----------------------------------------- | ------- |
| Uniunea Creștin-Socială din Bavaria (CSU) | 13      |
| Partidul Social Democrat (SPD)            | 5       |
| FW                                        | 5       |
| Bündnis 90/Die Grünen (Verzii)            | 1       |

## Transport
Raubling este stație de cale ferată pe tronsonul dintre Rosenheim și orașul Kufstein, care a fost construit în 1858 în urma unui acord dintre Regatul Bavariei și Austria și care prevedea construirea căilor ferate München-Salzburg și Rosenheim-Kufstein în Bavaria, respectiv Salzburg-Bruck an der Mur și Kufstein-Innsbruck în Austria și asigura o legătură dintre Viena și Tirol. Azi tronsonul face parte din axa feroviară Berlin-Palermo de mare viteză, cu o lungime de 2200 km, proiectul nr.1 al rețelei feroviare transeuropeene (Trans-European Networks).
Comuna este situată de asemenea direct lângă nodul de autostradă Inntaldreieck constituit din autostrada A 93 Rosenheim-Innsbruck care pornește de aici în sud pe valea Innului spre Italia și autostrada A 8 München-Salzburg. Localitatea Raubling este parcursă de șoseaua națională (Bundesstrasse) B15

## Subunități administrative
- Raubling-Ort
- Redenfelden
- Pfraundorf
- Kirchdorf
- Nicklheim
- Großholzhausen
- Kleinholzhausen
- Reischenhart
- Thalreit
- Aich
- Moos
- Grünthal
- Stocka bei Pfraundorf
- Obergrünthal
- Staudach
- Spöck
- Hochrunstfilze
- Blodermühle
- Huben
- Steinbruck
- Obermühl
- Taigscheid
- Arzerwiese
- Fuchsbichl
- Breiteich
- Altmoos
- Fernöd
- Gern
- Wasserwiesen
- Holz
- Langweid
- Hochstraß
- Weyererhof
- Hof

## Personalități
- Elisabeth von Samsonow (n. 1956), filozof și artist